# Serafina Corrêa
Serafina Corrêa är en kommun i Brasilien.   Den ligger i delstaten Rio Grande do Sul, i den södra delen av landet, 1 500 km söder om huvudstaden Brasília. Antalet invånare är 14 243.
I omgivningarna runt Serafina Corrêa växer huvudsakligen savannskog. Runt Serafina Corrêa är det glesbefolkat, med 20 invånare per kvadratkilometer.